# Marek Poledníček
Marek Poledníček (* 23. července 1966 Ostrov) je český politik a manažer, v letech 2020 až 2023 zastupitel Karlovarského kraje, dlouholetý zastupitel města Ostrov (od roku 2018 navíc 1. místostarosta města), člen KDU-ČSL, v letech 2015 až 2021 a opět od roku 2023 člen RRTV.

## Život
Po absolvování střední průmyslové školy v Ostrově vystudoval obor silnoproudá elektrotechnika na Vysoké škole strojní a elektrotechnické v Plzni (získal tak titul Ing.). V letech 1990 až 1995 pracoval jako projektant stavební elektroinstalace a MAR. Od roku 1992 soukromě podniká v oblasti ozvučování, reklamy a marketingu.
Mezi lety 1995 a 2012 byl ředitelem Domu kultury Ostrov. V letech 1995 až 2011 se také angažoval v kabelové televizi Kabel Ostrov (nejprve jako prokurista, později jako jednatel a od roku 2005 jako předseda dozorčí rady). Od roku 2001 působí v představenstvu Bytového družstva Kollárova 1270, 1271 v Ostrově, dále pak ve spolku obcí a měst Sdružení Krušné hory - západ. Od roku 2012 se živí jako manažer programového centra SPA ve společnosti Léčebné lázně Jáchymov.
Marek Poledníček je ženatý, má dvě děti. Žije v Ostrově.

## Politické působení
Je členem KDU-ČSL, ve straně zastává i post člena Krajského výboru KDU-ČSL v Karlovarském kraji. Je dlouholetým předsedou Místní organizace KDU-ČSL v Ostrově, v letech 2009 až 2013 byl předsedou Krajského výboru KDU-ČSL v Karlovarském kraji a celostátní konference KDU-ČSL.
V komunálních volbách v roce 1994 byl zvolen jako nestraník za KDU-ČSL do Zastupitelstva města Ostrova. Ve volbách v roce 1998 tento post obhájil, stejně tak ve volbách v roce 2002, kdy už kandidoval jako člen KDU-ČSL a lídr kandidátky. V roce 2002 se navíc stal radním města, v březnu 2005 však musel kvůli zákonu o střetu zájmů na funkce radního i zastupitele rezignovat. O několik měsíců později Ústavní soud ČR tento zákon zrušil a Poledníček tak byl opět ve volbách v roce 2006 zvolen zastupitelem města. Funkci obhájil jak v roce 2010 jako lídr kandidátky KDU-ČSL, tak v roce 2014 jako lídr kandidátky subjektu "Ostrováci.cz" (sdružení nezávislých kandidátů a KDU-ČSL). Zvolen byl i v roce 2018 jako člen KDU-ČSL a lídr kandidátky „Ostrováci.cz - sdružení nezávislých kandidátů s podporou TOP 09 a KDU-ČSL“. V listopadu 2018 se navíc stal 1. místostarostou města. Také ve volbách v roce 2022 byl jakožto člen KDU-ČSL a lídr kandidátky „Ostrováci.cz - sdružení nezávislých kandidátů s podporou TOP 09 a KDU-ČSL“ zvolen zastupitelem města. Neobhájil však post místostarosty města.
V krajských volbách v roce 2004 kandidoval jako člen KDU-ČSL na kandidátce Koalice pro Karlovarský kraj (tj. KDU-ČSL a SZ) do Zastupitelstva Karlovarského kraje, ale neuspěl. Stejně tak neuspěl ani v krajských volbách v roce 2008, opět na kandidátce Koalice pro Karlovarský kraj (tentokrát KDU-ČSL a HNHRM). Mezi lety 2008 a 2012 však působil jako člen Komise pro kulturu, lázeňství a cestovní ruch Karlovarského kraje. V krajských volbách v roce 2012 vedl kandidátku Koalice pro Karlovarský kraj (tj. KDU-ČSL, SZ a Hnutí O co jim jde?!), toto uskupení se však do zastupitelstva nedostalo.
Třikrát také kandidoval za KDU-ČSL v Karlovarském kraji ve volbách do Poslanecké sněmovny PČR, a to v letech 2006, 2010 a 2013, ale ani jednou neuspěl.
V dubnu 2015 byl zvolen členem Rady pro rozhlasové a televizní vysílání, na tento post ho nominovala KDU-ČSL, funkce se ujal 24. května 2015. Dne 1. září 2020 byl zvolen místopředsedou RRTV. Obě funkce zastával do května 2021.
V krajských volbách v roce 2020 byl jako člen KDU-ČSL zvolen zastupitelem Karlovarského kraje na kandidátce uskupení „Koalice ODS a KDU-ČSL s podporou Soukromníků“. Původně figuroval na 10. místě, nakonec vlivem preferenčních hlasů skončil nakonec čtvrtý.
Na konci května 2023 byl zvolen Poslaneckou sněmovnou ČR jakožto kandidát koalice SPOLU (ODS, KDU-ČSL, TOP 09) členem Rady pro rozhlasové a televizní vysílání, a to s účinností od 2. července 2023. Ke zvolení bylo nutných nejméně 90 poslaneckých hlasů, Poledníček obdržel 91 hlasů. Po svém zvolení se rozhodl k 30. červnu 2023 rezignovat na funkce krajského i obecního zastupitele.